# SN 2004fc
SN 2004fc – supernowa typu II-P odkryta 21 października 2004 roku w galaktyce NGC 701. W momencie odkrycia miała maksymalną jasność 15,50m.